# Ein Bums wirkt manchmal Wunder
Ein Bums wirkt manchmal Wunder war eine Fernsehsendung des Deutschen Fernsehfunks, die in unregelmäßigen Abständen zwischen 1975 und 1983 im DDR-Fernsehen lief. Es wurden insgesamt 9 Sendungsausgaben ausgestrahlt. Regie führte Günter Stahnke.
In der Sendung wurden Sketche und kabarettistische Einlagen von in der DDR bekannten Schauspielern und Komikern, darunter Ingeborg Krabbe, Herbert Köfer, Heinz Rennhack, Helga Piur, Günter Schubert, Uwe-Detlev Jessen, Dietmar Richter-Reinick, Rudolf Ulrich und Arnim Mühlstädt, gezeigt.